# The Atlas Moth
The Atlas Moth is een Amerikaanse post-metal band uit Chicago, Illinois, opgericht in 2007. Was in 2018 op tournee door de Verenigde Staten.

## Geschiedenis
De band maakte zijn volledige debuut bij Candlelight in 2009 met A Glorified Piece of Blue-Sky, in 2011 gevolgd door An Ache for the Distance, dat werd uitgebracht bij Profound Lore. The Atlas Moth-mix van muziekstijlen is door Pitchfork beschreven als militant avontuurlijke heavy metal.

## Bezetting
Huidige bezetting
- Alex Klein[2] (basgitaar, achtergrondzang)
- Mike Miczek[3] (drums, percussie)
- Andrew Ragin[4] (gitaar, synthesizer, achtergrondzang)
- Stavros Giannopoulos[5] (gitaar, zang)
- David Kush[6] (gitaar, zang)

Voormalige leden
- Anthony Mainiero[7] (drums, percussie)
- Dan Lasek (drums, percussie)

## Discografie

### Singles
- 2008: Hope for Atlantis (Witch Trial Records)

### Ep's
- 2008: Pray for Tides (zelf uitgebracht)
- 2010: The One Amongst the Weed Fields (Candlelight Records)

### Studioalbums
- 2009: A Glorified Piece of Blue-Sky (Candlelight Records)
- 2011: An Ache for the Distance (Profound Lore Records)
- 2014: The Old Believer (Profound Lore Records)
- 2018: Coma Noir (Prosthetic Records)

### Splits
- 2012: Label Showcase - Profound Lore Records (Profound Lore Records)
- 2013: The Atlas Moth / Wolvhammer (Init Records)